# میکائیل گریگوریان
میکائیل سامسونی گریگوریان (ارمنی: Միքայել Սամսոնի Գրիգորյան؛ زادهٔ ۱۱ ژانویهٔ ۱۹۴۲) یک  سیاستمدار اهل ارمنستان است که از تاریخ ۱۹۹۰ تا تاریخ ۱۹۹۵ سمت نمایندگی دوره اول شورای عالی جمهوری ارمنستان را برعهده داشت.

## زندگی‌نامه
در 	۱۱ ژانویهٔ ۱۹۴۲ در ارمنستان به دنیا آمد . 